# Eoeurysa flavocapitata
Eoeurysa flavocapitata är en insektsart som beskrevs av Frederick Arthur Godfrey Muir 1913. Eoeurysa flavocapitata ingår i släktet Eoeurysa och familjen sporrstritar. Inga underarter finns listade i Catalogue of Life.